# Мелконян, Ашот Агасиевич
Ашот Агасиевич Мелконян (арм. Աշոտ Աղասիի Մելքոնյան; род. 16 февраля 1961) — советский и армянский учёный в области исторической науки, доктор исторических наук (2002), профессор (2004), действительный член Академии наук Армении (2014; член-корреспондент с 2006). Директор Института истории НАН РА (с 2002) и член Президиума АН Армении (с 2021).

## Биография
Родился 16 февраля 1961 года в Ахалкалаки, Армянской ССР.
С 1977 по 1982 года обучался на историческом факультете Ереванского государственного университета. 
С 1986 года на научно-исследовательской работе в Институте истории АН Армянской ССР — АН Армении в качестве аспиранта, старшего лаборанта, научного сотрудника, с 1991 по 1995 год — учёный секретарь, с 1995 по 2002 год — заместитель директора этого института по науке и с 2002 года — директор этого института.
С 2021 года одновременно с основной деятельностью был назначен членом Президиума Национальной академии наук  Армении.

### Научно-педагогическая деятельность и вклад в науку
Основная научно-педагогическая деятельность А. А. Мелконяна была связана с вопросами в области истории армянской государственности, армяно-грузинских отношений, армянских национально-освободительных движений XIX — XX веков, геноцида армян в Османской империи с 1878 по 1923 год, истории Армянского нагорья и Западной Армении, занимался исследованиями в области истории участия  армянского народа в Великой Отечественной войне, вопросов истории армянской периодической печати и демографии, история Арцаха и русско-армянские отношения, история Первой Республики Армения с 1918 по 1920 год и истории Армянской ССР с 1920 по 1991 год. А. А. Мелконян является —  членом ассоциации историков стран СНГ, председателем специализированного совета Института истории НАН РА и членом Учёного совета Института древних рукописей Матенадаран имени св. Месропа Маштоца, членом редакционного совета научно-теоретического журнала «Гуманитарные и юридические исследования» и научно-аналитического журнала «Регион и мир», являлся членом редакционной коллегии Секции исторических наук научно-практического журнала «Российский военно-психологический журнал».
В 1989 году защитил кандидатскую диссертацию по теме: «Армянское население области Эрзурум Западной Армении в первое тридцатилетие XIX века», в 2002 году защитил докторскую диссертацию на соискание учёной степени доктор исторических наук. В 2004 году ему присвоено учёное звание профессор. В 2006 году он был избран член-корреспондентом, а в 2014 году — действительным членом Академии наук Армении.  Л. А. Тавадяном было написано более ста двадцати научных работ в том числе двадцати научных работ опубликованных в ведущих научных журналах.

## Награды
- Медаль Мовсеса Хоренаци (2003)
- Золотая медаль ЕГМУ (2006) и ЕГУ (2011)[1]